# 1259
1259 (MCCLIX) a fost un an obișnuit al calendarului iulian.

## Evenimente
- 1 ianuarie: După asasinarea regentului Georgios Mousalon, despotul Mihail al VIII-lea Paleologul se proclamă co-împărat în Imperiul de la Niceea.
- 2 februarie: Mongolii pradă Sandomierz, în Polonia.
- 12 septembrie: Sclavul Qutuz se proclamă conducător în Egipt, ca urmare a unei lovituri de stat.
- 16 septembrie: Bătălia de la Cassano (Italia). Trupele ghibelinilor din Italia, comandate de Ezzelino al III-lea da Romano sunt înfrânte de către guelfi.
- 4 decembrie: Tratatul de la Paris. Încheiat între regele Ludovic al IX-lea al Franței și regele Henric al III-lea al Angliei; suveranul englez renunță la pretențiile asupra unor teritorii din nordul Franței (Normandia, Touraine, Anjou, Maine, Poitou), iar cel francez la sprijinirea rebelilor englezi.

### Nedatate
- aprilie-mai: Principele Jaromar al II-lea din Rügen debarcă în Danemarca și jefuiește Copenhaga.
- august: Papa Alexandru al IV-lea aprobă funcționarea Sorbonei.
- septembrie: Bătălia de la Pelagonia. Imperiul de Niceea înfrânge forțele Principatului de Ahaia, aliate cu cele ale despotului Epirului Mihail al II-lea Angelos; Guillaume al II-lea de Villehardouin cade prizonier și este nevoit să îi cedeze lui Mihail Paleolog principalele fortărețe din Peloponez.
- septembrie: Hulagu-han pornește din Iran o campanie asupra Siriei.
- Apariția sectei flagelanților, la Pérouse, ai cărei aderenți se flagelau în public.
- Frontiera dintre Imperiul mongol și Imperiul chinez Song este fixată pe fluviul Yangtze.
- Fondarea regatului Lannathai, în nordul Thailandei, de către Mengrai.
- Genovezul Benedetto Zaccaria primește de la Mihail Paleolog regiunea Foceei, obținând monopolul asupra comerțului cu alaun.
- Ghibelinul Ezzelino da Romano este înfrânt la Cassano d'Adda de către guelfii conduși de Azzo al II-lea d'Este, podestà de Ferrara.
- Nogai-han conduce al doilea atac al Hoardei de Aur asupra Lituaniei și Poloniei; Cracovia este incendiată; regele Boleslav al V-lea este silit să caute refugiu. (Vezi și A doua invazie mongolă în Polonia).
- Orașele germane Lübeck, Wismar, Stralsund și Rostock încheie un pact împotriva piraților din Marea Baltică, care va sta la baza Ligii hanseatice.
- Prima atestare documentară a localității Sorușa (azi Mălădia), județul Sălaj.
- Regatul Goryeo (Koryo) din Coreea se predă în fața invadatorilor mongoli.
- Revoltă în Novgorod împotriva stăpânitorilor mongoli.

## Arte, Știință, Literatură și Filosofie
- octombrie: Buonaventura începe redactarea lucrării Călătoria sufletului către Dumnezeu.
- Se realizează faimoasele fresce din biserica Boiana (Bulgaria),  (astăzi făcând parte din patrimoniul UNESCO).
- Toma de Aquino este chemat la Roma de către papa Alexandru al IV-lea, devenind consilier și maestru al curții papale.

## Nașteri
- 25 martie: Andronic al II-lea Paleologul, viitor împărat al Bizanțului (d. 1332)
- Dimitrie al II-lea, viitor rege al Georgiei (d. (1289)
- Ioan al II-lea, viitor rege al Ierusalimului (d. 1285)
- Pietro Cavallini, pictor italian (d. (1330)
- Ubertino da Casale, predicator și teolog italian (d. 1330)

## Decese
- 29 mai: Christopher I, rege al Danemarcei (n. 1219)
- 11 august: Munke-han, împărat al mongolilor (n. ?)
- Ezzelino da Romano, condottier ghibelin (n. 1194)
- Matei de Paris, monah și cronicar englez (n. ?)
- Toma al II-lea, conte de Savoia (n. ?)

## Înscăunări
- 29 mai: Erik al V-lea Glipping, rege al Danemarcei (până în 1286).